# Saco gular

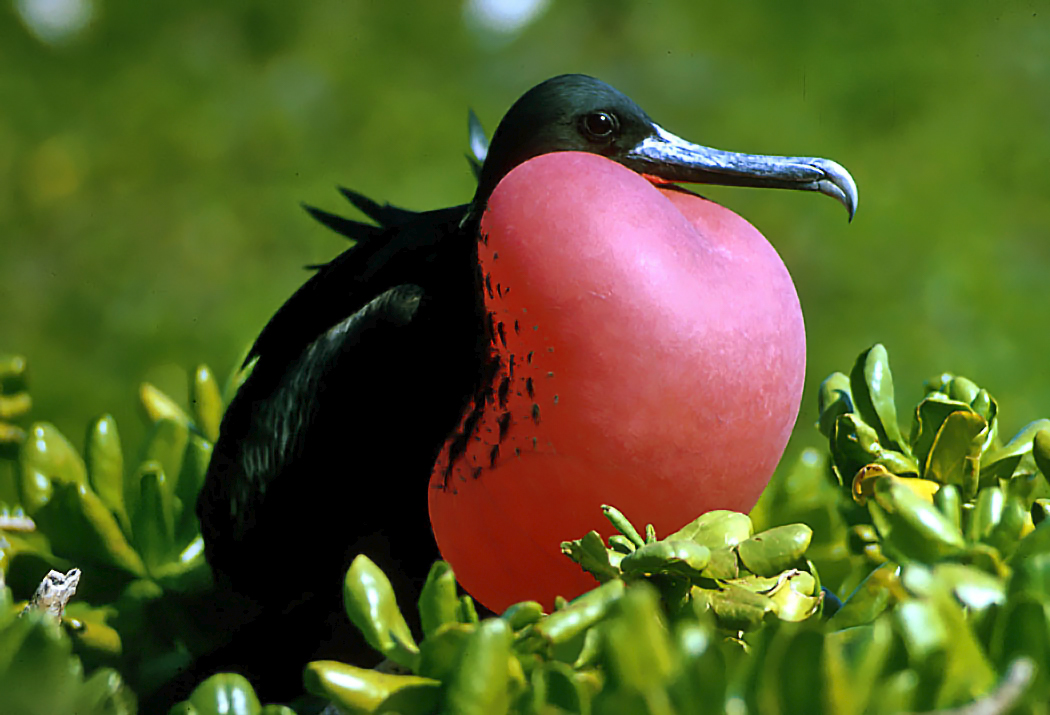
A fragata Fregata magnificens tem uma bolsa gular que pode inflar para atrair uma parceira.

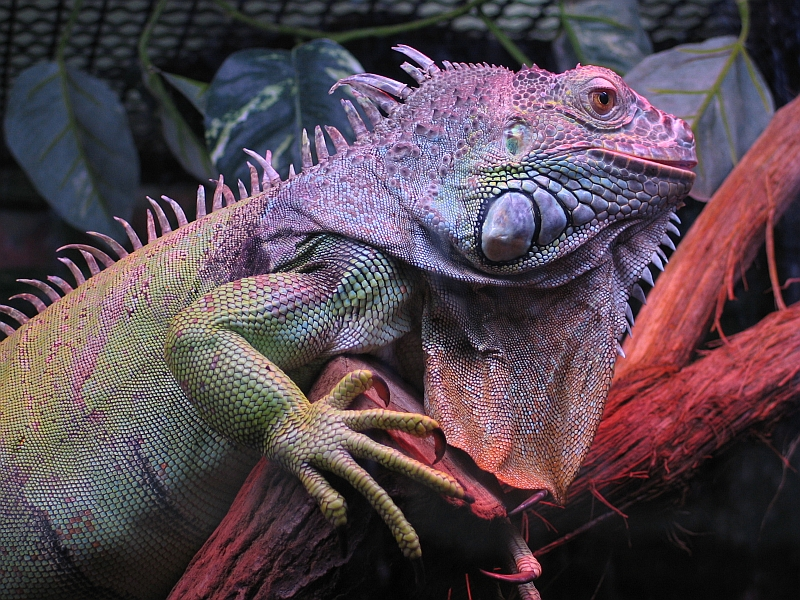
Iguana com bolsa gular.

O saco gular ou bolsa gular é uma bolsa de pele inflável presente na região cervical nalgumas espécies de aves, mamíferos, répteis e anfíbios, utilizada para amplificar sons, almazenar alimentos ou para cortejar. 
Esta bolsa é particularmente proeminente nalgumas aves marinhas como os corvos marinhos e os pelicanos, nos quais formam um saco utilizado para armazenar alimento temporariamente. Nos corvos marinhos esta bolsa é coloreada, a qual possivelmente possui um papel importante nas interações sociais e cortejo da espécie. Isto é evidente nas fragatas, que inflam durante os rituais de acasalamento durante cerca de 20 minutos. 
Dado que o corvos marinhos são os parentes mais próximos do ganso-patola e Anhingidae (que não possuem uma bolsa gular distinta) do que de fragatas ou pelicanos, poder-se-á deduzir que neles a bolsa gular pode ser plesiomórfica ou adquirida por evolução paralela.
Nos mamíferos como as morsas, algumas espécies de gibões e o siamang, os orangotangos machos e vários anfíbios (saco vocal), répteis, esta bolsa pode inflar-se para produzir e amplificar os sons, advertir os seus rivais e atrair as fêmeas. No dragão de Komodo funciona facilitando a respiração enquanto corre.